# 14-та флотилія підводних човнів Крігсмаріне
14-та флотилія підводних човнів Крігсмаріне (нім. 14. Unterseebootsflottille) — з'єднання, флотилія підводних човнів військово-морських сил Третього Рейху за часів Другої світової війни.

## Історія формування
14-та флотилія підводних човнів Крігсмаріне була сформована 15 грудня 1944 року шляхом реорганізації 13-ї флотилії з розгортанням на базі в Нарвіку в окупованій Норвегії. Першим і єдиним командиром флотилії був капітан-лейтенант, згодом корветтен-капітан Гельмут Мельманн.
У травні 1945 року після капітуляції Німеччини 14-та флотилія була розформована.

## ПЧ, що входили до складу 14-ї флотилії
| Тип         | Кількість | Номер ПЧ                                 |
| ----------- | --------- | ---------------------------------------- |
| типу VIIC   | 2         | U-427, U-716                             |
| типу VIIC41 | 6         | U-294, U-295, U-299, U-318, U-995, U-997 |